# Satchelliella reghayana
Satchelliella reghayana är en tvåvingeart som beskrevs av Boumezzough och Vaillant 1986. Satchelliella reghayana ingår i släktet Satchelliella och familjen fjärilsmyggor.
Artens utbredningsområde är Marocko. Inga underarter finns listade i Catalogue of Life.